# Hans-Günter Eckerth

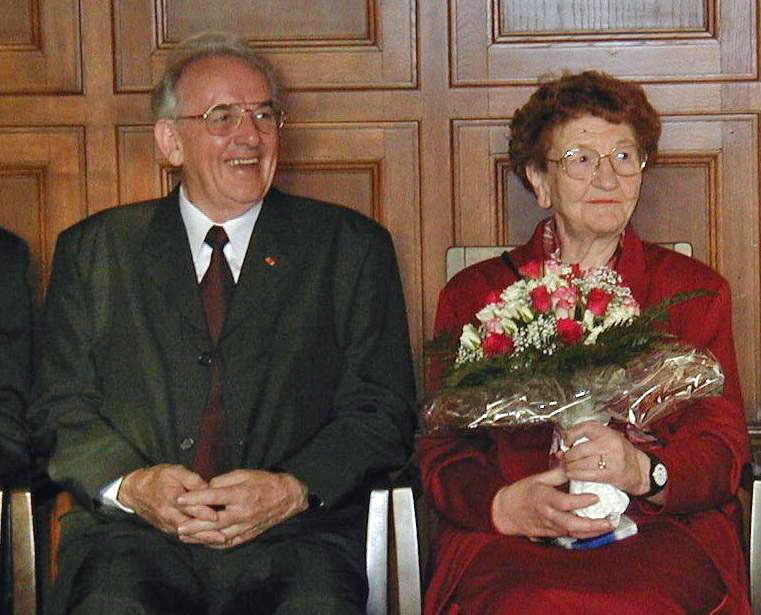
Hans-Günter und Ehefrau Elli Eckerth 11/2000

Hans-Günter Eckerth (* 18. November 1925 in Dortmund; † 11. September 2004 in Hilden) war ein deutscher Lehrer und Politiker.

## Leben
1947 wurde Eckerth in den Regierungsbezirk Düsseldorf eingewiesen. Er suchte sich die Industriestadt Hilden aus und arbeitete als Junglehrer an den Gemeinschafts-Volksschulen Schulstraße und Wiedenhof. Damaliger Schuldezernent war Heinrich Strangmeier.
1956 kam er an die 1955 gegründete Wilhelm-Fabry-Realschule (damals noch Städt. Knaben-Realschule), wo er 1961 stellvertretender Direktor, und ab 1967, als Nachfolger von Heinrich an Huef, Direktor wurde. Mit dem 40-jährigen Dienstjubiläum ging er 1987 in den Ruhestand.
Sein politisches Wirken begann 1960, als er auf Bitten des damaligen Bürgermeisters Robert Gies in die SPD eintrat.

## Politische Ämter und Aufgaben
- 1960 Eintritt in die SPD
- 1961–1975 und 1979–1999 Mitglied der SPD-Fraktion im Rat der Stadt Hilden
- 1977–1987 Vorsitzender des Ortsvereins Hilden der SPD
- 1979–1989 stellvertretender Bürgermeister der Stadt Hilden
- 1964–1989 und 1994–1999 Mitglied des Kreistages Mettmann
- 1990–1994 Mitglied in mehreren Ausschüssen des Kreises Mettmann
- 1967–1976 Vorsitzender der Kreistagsfraktion der SPD
- 1976–1979 stellvertretender Landrat des Kreises Mettmann

Eckerths bevorzugte Themenfelder waren die Bereiche Schule, Jugend und Kultur. So nahm er Einfluss auf die kommunale Neugliederung und der Entwicklung des Denkmalschutzgesetzes in Nordrhein-Westfalen. Er war zehn Jahre lang stellvertretender Vorsitzender des Verwaltungsrats der Kreissparkasse Düsseldorf und vertrat den Kreis Mettmann in der Landschaftsversammlung Rheinland und bei den Rheinisch-Westfälischen Elektrizitätswerken. Er gehörte zu den Initiatoren der Städtepartnerschaft mit Nové Město nad Metují in der Tschechoslowakei, die er unter anderem dadurch förderte, dass er dort Deutschunterricht gab.
Er war Gründungsmitglied des 1965 gegründeten Rotary Clubs Hilden-Haan.

## Ehrungen und Auszeichnungen
- 1972 großer Stadtwappenteller der Stadt Hilden in Silber
- 1976 Bundesverdienstkreuz am Bande
- 1981 Stadtwappenschild der Stadt Hilden mit Fabriciusmedaille in Silber
- 1986 Fabriciusteller der Stadt Hilden
- 1988 Bundesverdienstkreuz I. Klasse
- 1990 Ehrenmedaille der Stadt Nove Mesto nad Metuj
- 1991 Stadtwappenschild der Stadt Hilden mit Fabriciusmedaille  in Gold
- 1996 Ehrenmedaille der Stadt Hilden in Gold
- 1998 Verleihung der Ehrenbürgerschaft der Stadt Warrington (Cheshire, England) für sein Engagement in Schul- und Städtepartnerschaften
- 1999 Ehrenring in Gold der Stadt Hilden für seine Verdienste um die Stadt Hilden[1]